# L'Emprise (album)
Pour les articles homonymes, voir Emprise.
Albums de Mylène Farmer
Plus grandir (1986-1996)
(2021) Remix XL
(2024)
Singles
1. À tout jamais
Sortie : 26 août 2022
2. Rayon vert (avec AaRON)
Sortie : 4 novembre 2022
3. Rallumer les étoiles
Sortie : 13 janvier 2023
4. L'Emprise
Sortie : 23 mai 2023

L'Emprise est le 12e album studio de Mylène Farmer, sorti le 25 novembre 2022 chez Sony.
Composé de douze titres (auxquels s'ajoutent deux versions en piano-voix), ce disque est réalisé principalement par Woodkid, qui signe sept chansons. Moby et Archive, qui avaient déjà travaillé sur l'album Bleu noir en 2010, signent deux compositions chacun, et AaRON offre un titre interprété en duo avec la chanteuse. Les textes, à une exception près, sont signés par Mylène Farmer.
La chanteuse souhaitant un disque « confident, très intime » et basé sur le thème de l'emprise, l'album offre des sonorités oscillant entre la musique symphonique, les rythmiques industrielles et l'électropop, donnant à l'ensemble musical un aspect très cinématographique.
Salué par la critique, l'album se classe n°1 des ventes en France, en Belgique et en Suisse. Certifié disque d'or en France en quelques jours, puis double disque de platine, il est soutenu par quatre singles : À tout jamais, Rayon vert (en duo avec AaRON), Rallumer les étoiles et L'Emprise.

## Histoire

### Genèse
Trois ans après l'album Désobéissance, qui avait donné lieu en juin 2019 à une série de 9 concerts intransportables à Paris La Défense Arena réunissant 243 000 spectateurs, Mylène Farmer annonce durant l'été 2021 son retour sur scène en 2023 pour une grande tournée des stades, Nevermore 2023.
Lors de la prévente des billets en octobre 2021, plus de 200 000 places sont vendues au cours des huit premières heures. Six mois plus tard, ce sont plus de 500 000 places qui se sont écoulées.

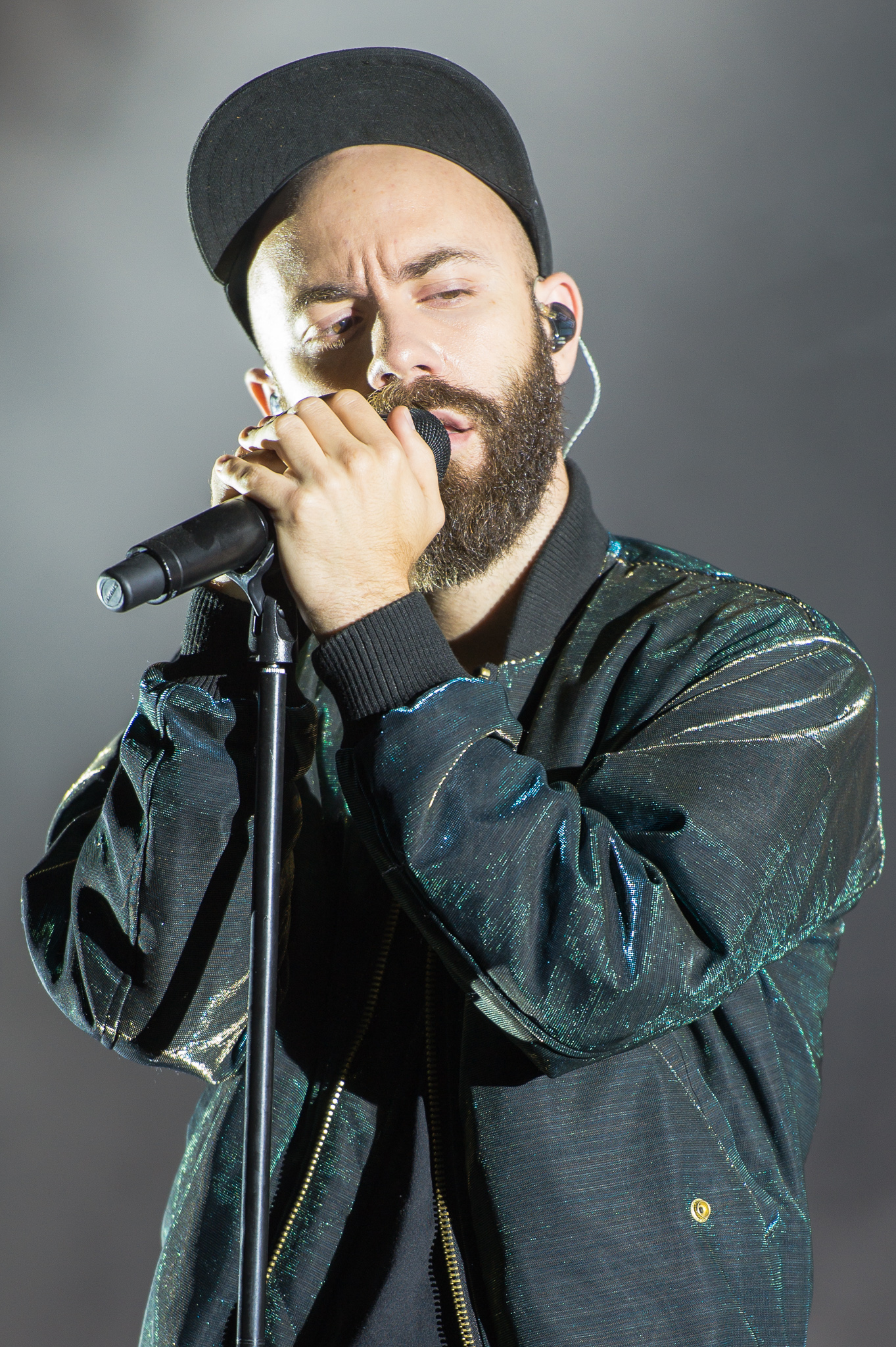
Woodkid.

Après que la presse a révélé sa rupture avec Benoît Di Sabatino, avec qui elle était en couple depuis vingt ans, la chanteuse annonce en mai 2022 la sortie d'un album pour la fin de l'année, sur lequel elle travaille avec Woodkid, Moby, Archive et AaRON. Alors qu'elle avait déjà collaboré avec Moby et Archive, notamment pour l'album Bleu noir en 2010, c'est la première fois que Mylène Farmer travaille avec AaRON et Woodkid. Ce dernier déclarera : 

« Il y a deux ans, je lui ai envoyé mon deuxième album, S16, et elle a demandé à me rencontrer. Je lui ai envoyé ensuite une première maquette de chanson, qui allait devenir Invisibles. [...] Notre rencontre avait beaucoup de sens, comme une évidence. On a travaillé sur une année. Je lui envoyais des chansons avec ma voix. Elle se réappropriait mes lignes mélodiques et s’inspirait des musiques pour créer ses propres mots. Elle sait où elle va, c’est donc très facile de se laisser guider. C'est un album qu'elle voulait confident, très intime, et elle voulait que sa voix soit audible. »

### Sortie
Le 26 août 2022, en guise de premier extrait de cet album, sort À tout jamais, un titre écrit par Mylène Farmer et composé par Woodkid.

Un mois et demi plus tard, de grandes affiches montrant Mylène Farmer en position fœtale, sans aucune inscription, apparaissent dans le métro parisien ainsi que dans plusieurs gares de France.
Après avoir dévoilé début novembre un nouvel extrait, Rayon vert en duo avec AaRON, l'album L'Emprise paraît le 25 novembre 2022 (la journée internationale pour l'élimination de la violence à l'égard des femmes) et est salué par la critique. Malgré une promotion quasi-inexistante de la part de la chanteuse (qui n'accorde qu'une seule interview pour le JDD), l'album se classe directement n°1 des ventes en France, en Belgique et en Suisse. Certifié disque d'or en France en quelques jours, puis double disque de platine, il est soutenu par quatre singles : À tout jamais, Rayon vert (en duo avec AaRON), Rallumer les étoiles et L'Emprise.

## Pochette

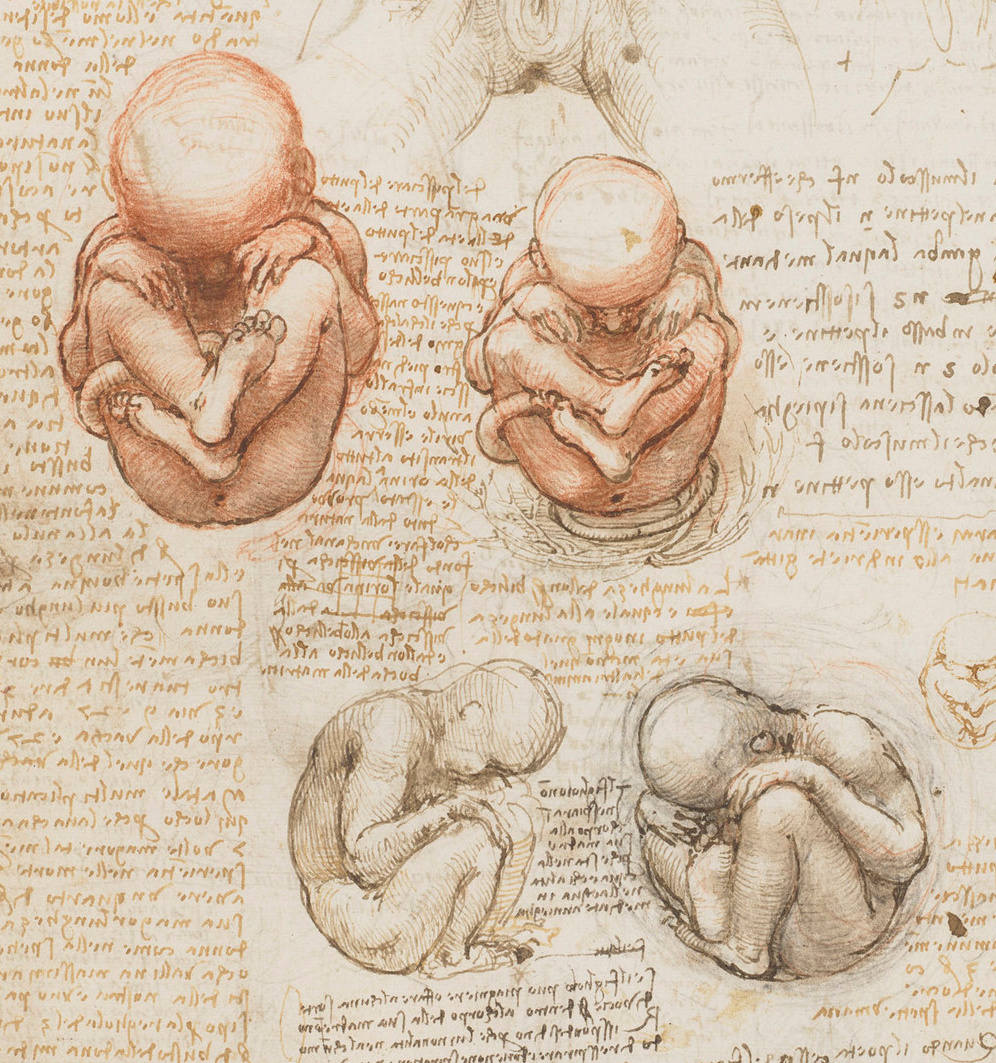
Dessin d'un fœtus par Léonard de Vinci.

La pochette de l'album, créée par Woodkid, présente un avatar de Mylène Farmer en position fœtale, devant un fond noir. La chanteuse, qui souhaitait cette pose afin de faire écho aux textes de l'album, avait annoncé à Woodkid au début de leur collaboration : « Peu importe le nombre de chansons sur lesquelles tu travailleras, j'adorerais que tu fasses la pochette ».
Ce dernier déclarera : « Ma toute première idée était d'en faire une guerrière, une figure d'Heroic fantasy, et on l'a déconstruite pour arriver à cette narration, de la fragilité à la puissance ».

L'avatar a été conçu grâce à la photogrammétrie, qui consiste à prendre énormément de clichés du sujet puis de le re-modéliser, comme une poupée numérique : « J'ai dû reconstruire les cils un par un, replanter les cheveux, aller chercher des poses, des émotions dans les yeux. Il fallait que ce soit réaliste mais en même temps que cela crée un trouble. On ne sait pas si c'est vrai ou si c'est faux et cela définit bien Mylène. Il y a comme une idée d'illusion, de prestidigitation dans cette image. Quand elle a vu les premiers rendus, j'ai eu l'impression qu'elle se regardait dans un miroir, mais qu'en même temps, elle découvrait une autre personne ».
Le frère de Mylène Farmer, Michel Gautier, a ensuite eu l'idée d'ajouter un bandeau rouge vif sur le côté, comme dans les disques d'imports japonais, faisant également le lien de l'emprise « avec cette bande de papier qui enserre l'album ».

## Liste des titres
| CD, 33 tours | CD, 33 tours            | CD, 33 tours  | CD, 33 tours                                   | CD, 33 tours | CD, 33 tours | CD, 33 tours | CD, 33 tours | CD, 33 tours | CD, 33 tours |
| No           | Titre                   | Paroles       | Musique                                        | Durée        |              |              |              |              |              |
| ------------ | ----------------------- | ------------- | ---------------------------------------------- | ------------ | ------------ | ------------ | ------------ | ------------ | ------------ |
| 1.           | Invisibles              | Mylène Farmer | Woodkid                                        | 3:35         |              |              |              |              |              |
| 2.           | À tout jamais           | Mylène Farmer | Woodkid                                        | 3:46         |              |              |              |              |              |
| 3.           | Que l'aube est belle    | Mylène Farmer | Woodkid                                        | 5:08         |              |              |              |              |              |
| 4.           | L'Emprise               | Mylène Farmer | Woodkid                                        | 3:54         |              |              |              |              |              |
| 5.           | Do You Know Who I Am    | Mylène Farmer | Darius Keeler                                  | 4:03         |              |              |              |              |              |
| 6.           | Rallumer les étoiles    | Mylène Farmer | Moby                                           | 4:24         |              |              |              |              |              |
| 7.           | Rayon vert (avec AaRON) | AaRON         | AaRON                                          | 3:45         |              |              |              |              |              |
| 8.           | Ode à l'apesanteur      | Mylène Farmer | Woodkid                                        | 3:32         |              |              |              |              |              |
| 9.           | Que je devienne…        | Mylène Farmer | Woodkid                                        | 4:14         |              |              |              |              |              |
| 10.          | Ne plus renaître        | Mylène Farmer | Darius Keeler                                  | 6:06         |              |              |              |              |              |
| 11.          | D'un autre part         | Mylène Farmer | Woodkid, Tanguy Destable                       | 3:12         |              |              |              |              |              |
| 12.          | Bouteille à la mer      | Mylène Farmer | Moby, Dimitri Ehrlich, Armen Paul Pete Gordeno | 4:16         |              |              |              |              |              |
| 13.          | Rayon vert (piano-voix) | AaRON         | AaRON                                          | 3:12         |              |              |              |              |              |
| 14.          | Invisibles (piano-voix) | Mylène Farmer | Woodkid                                        | 3:32         |              |              |              |              |              |
| 56:38        |                         |               |                                                |              |              |              |              |              |              |

## Description des chansons
Composé de douze titres (auxquels s'ajoutent deux versions en piano-voix), l'album est entièrement écrit par Mylène Farmer, à l'exception de Rayon vert qui est signé par AaRON. Woodkid signe la majorité des chansons (sept titres), Moby et Archive signent deux compositions chacun, et AaRON un titre. Souhaitant un disque « confident, très intime », basé sur le thème de l'emprise, la chanteuse déclarera : 

« Ce thème s'est imposé à moi en dehors de toute actualité. Qui n'a pas croisé le chemin d'une personne dite perverse narcissique ? Qui n'a pas un jour été sous l'emprise d'une telle personne ? Féminine ou masculine, peu importe. Les êtres ultrasensibles ou habités de doutes qui les rongent sont une proie idéale… L'important est de l'identifier et de tenter de combattre cette emprise. C'est un thème qui me bouleverse et me met souvent dans une colère noire. [...] Plus largement, je trouve le thème de l'emprise universel. Il y a une forme d'emprise dans tous les domaines où le libre arbitre, la libre-pensée sont mis à mal. »

L'album offre des sonorités oscillant entre la musique symphonique, les rythmiques industrielles et l'electropop, donnant à l'ensemble un côté très cinématographique.
Outre trois ballades très lentes (Invisibles, Que l'aube est belle et Ode à l'apesanteur), le disque propose également des titres plus rythmés, mais toujours dans une ambiance sombre et intime, et sur lesquels la voix de la chanteuse est particulièrement mise en avant. Les deux titres les plus lumineux sont ceux signés par Moby (Rallumer les étoiles et Bouteille à la mer).

### Invisibles

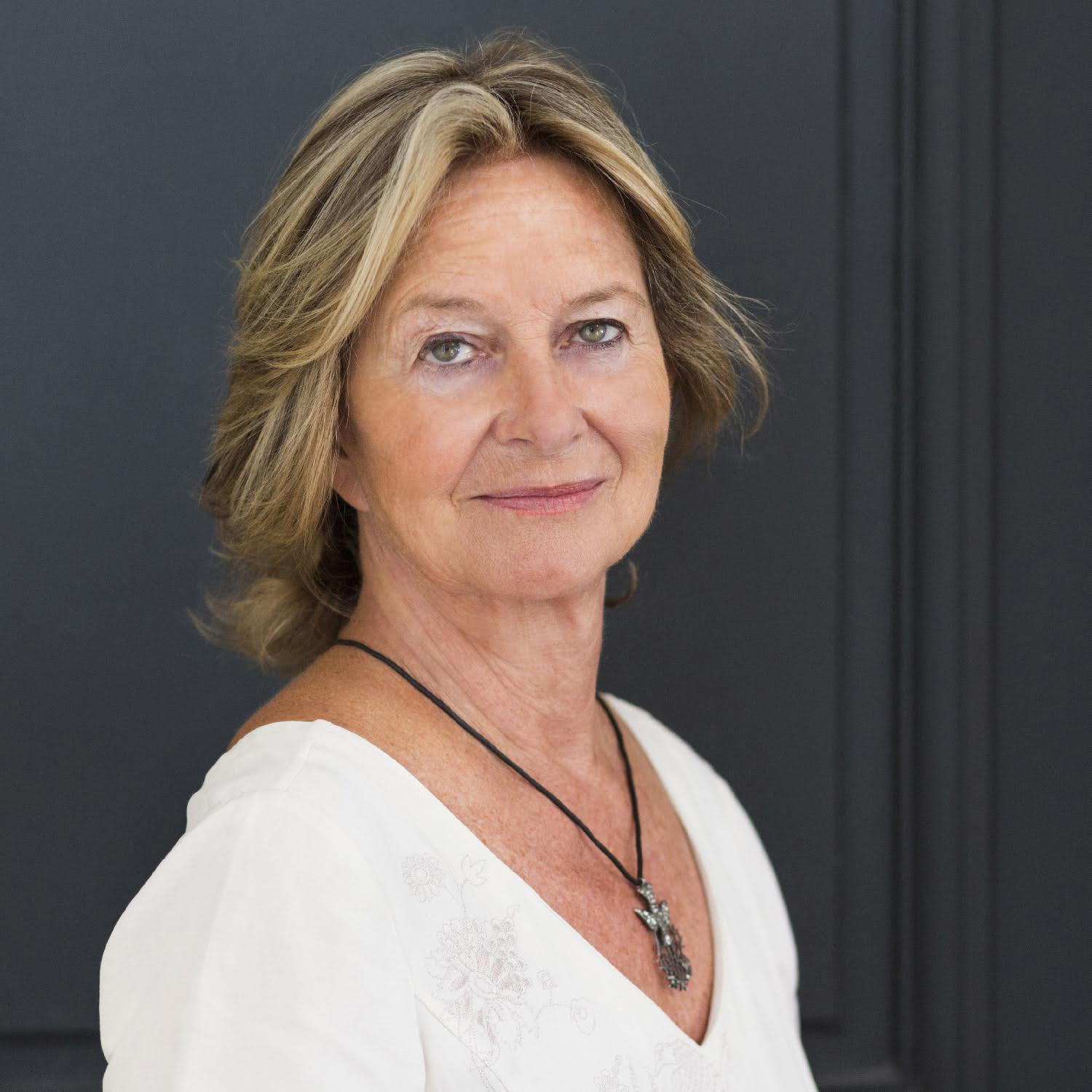
Marie de Hennezel.

Sur une musique lente de Woodkid, jouée avec des instruments à cordes, Mylène Farmer chante ce titre d'une voix très haute, en étirant sensiblement les notes.
Rendant hommage aux anges « qui veillent sur nous », elle utilise le terme d'« invisible » (« L'invisible est au ciel, Invisible au rendez-vous, Indicible souffle en nous »), un terme souvent employé par Marie de Hennezel, une psychologue spécialisée dans la fin de vie et qui a notamment publié en 2021 le livre Vivre avec l'invisible. La chanteuse, qui avait déjà invité l'écrivaine dans une émission télévisée en 1995, l'a d'ailleurs de nouveau évoquée lors de la sortie de l'album.

### À tout jamais
Dans ce titre, soutenu par un ostinato presque martial, Mylène Farmer évoque l'emprise et plus particulièrement les pervers narcissiques. Le texte aborde plusieurs phases : le sentiment d'impuissance (« Tout n'est qu'un jeu de masques, poussière d'anthrax qui s'insinue dans nos blessures », « Au démon, lui qui consume nos vies, souffle le chaud, le froid »), l'enfermement (« Qui d'autre que moi le voit », « Sentiment d'être seul au monde »), le constat (« Violente est l'emprise, et pas de limite, l'âme sœur dénuée d'un cœur »), la résilience (« Je doute et je saigne, qu'importe, la vie m'enseigne ») et le détachement (« Je n'ai plus peur, seul reste un haut-le-cœur »).
Le refrain se montre plus incisif, mêlant colère (« Lui dire Fuck you too », « Plus de sorry... sorry.., plus dans ma chair. Toi et ton double ami, retourne en enfer ») et envie d'un nouveau départ (« Requiem pour tout recommencer »).
Le texte, qui peut être lu de différentes manières, peut également évoquer le combat contre ses propres démons intérieurs.

### Que l'aube est belle

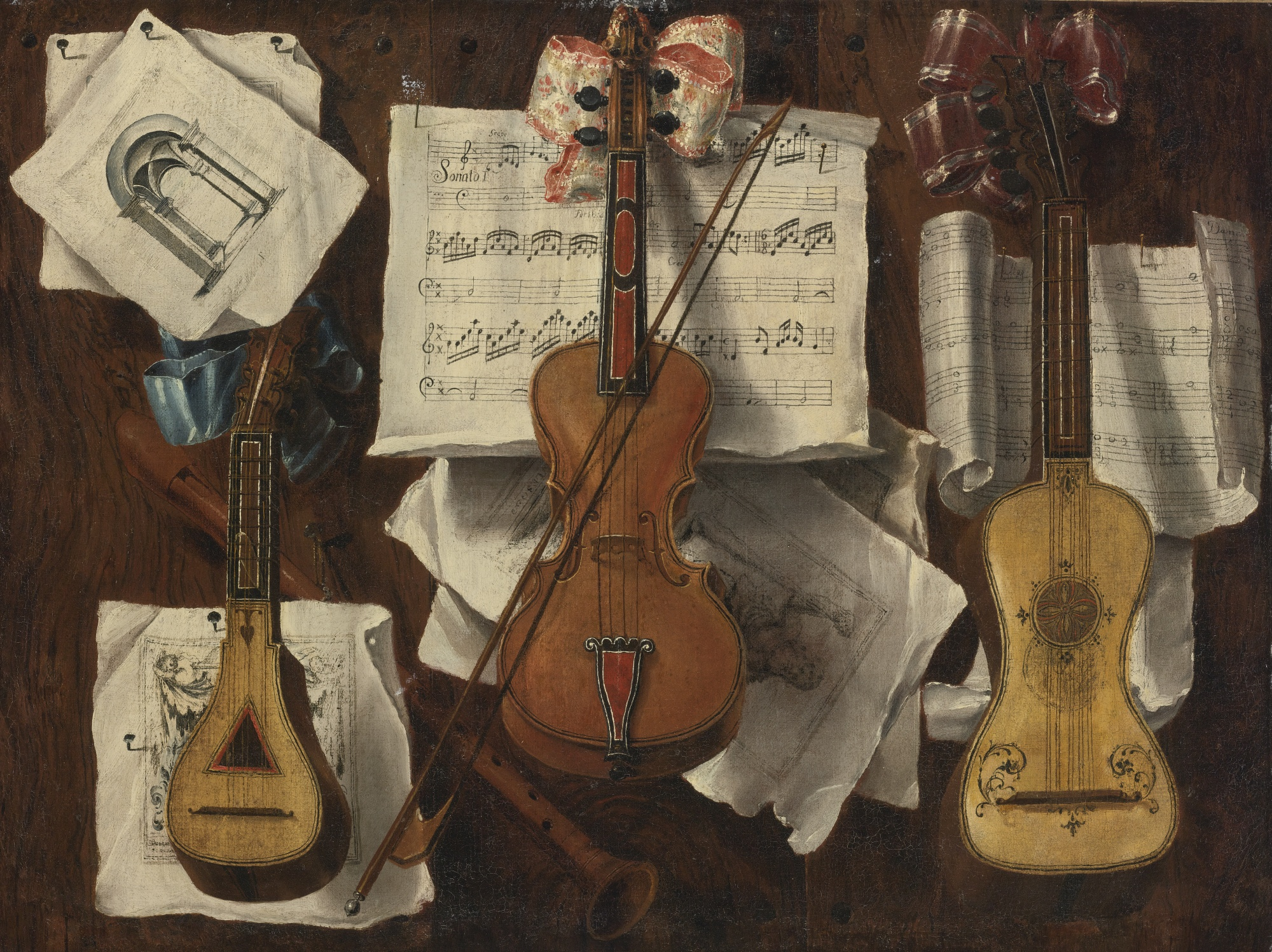
Instrument à cordes sur un tableau de Sebastiano Lazzari.

Sur cette nouvelle ballade jouée avec des instruments à cordes et chantée d'une voix aiguë, Mylène Farmer signe un texte sombre sous forme d'introspection (« Les temps sont sombres, bien plus qu'étranges », « Ne crois pas qu'en taisant tes blessures, la terre froide trouvera nourriture », « Quand douleur demande réponse, c'est là que je renonce »), utilisant notamment le champ lexical de la mort (« Oraison funèbre », « Reliure macabre », « M'envelopper dans le marbre »).
Tout comme pour Invisibles, elle emprunte quelques mots à la psychologue Marie de Hennezel, extraits de son livre Vivre avec l'invisible, à l'instar de « Et l'homme est responsable de l'homme » ou encore « Dialogue intime avec soi-même ».

### L'Emprise
D'une structure similaire au titre À tout jamais, tant par son thème que par sa musicalité, ce titre évoque la puissance d'une emprise et son côté lancinant (« C'est bien plus qu'une lancinante obsession, une onde de son »). Afin de renforcer cet aspect, le texte utilise notamment des anaphores et des parallélismes, comme dans les vers « Forte est son emprise la nuit, dose amphétamine. Sa force fait fi de tout répit, m'envahit l'esprit » et « Forte est son emprise la nuit, dose adrénaline. Sa force fait face à mon ennui, m'envahit l'esprit ». La tonalité des refrains est plus douce, contrastant avec celle des couplets qui intègre des bruits rappelant l'aiguisage de lames de couteaux.
Cependant, malgré la force indéniable que peut avoir une emprise, la chanteuse estime que celle-ci demeure moins puissante que celle de l'amour, répétant plusieurs fois que « L'amour est plus fort que tout ».

### Do You Know Who I Am

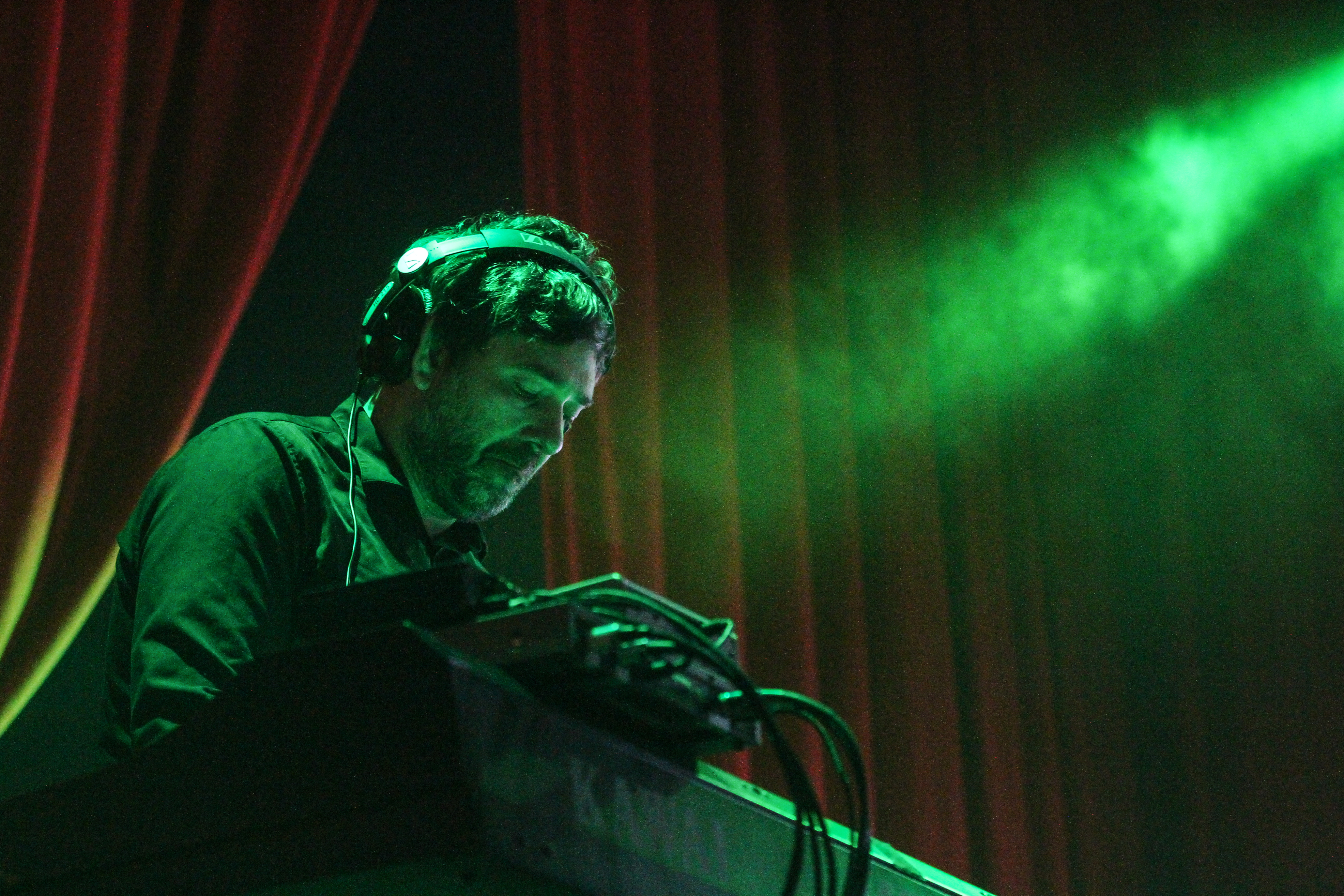
Darius Keeler.

Composée par Darius Keeler du groupe Archive, cette chanson commence par un slam de Mylène Farmer sur une musique très douce, faisant penser à un mantra parallèle (« Il ne faut pas s'oublier, ne jamais s'oublier. Ne faut pas s'effacer, ne jamais s'abîmer... »).
Le refrain est une répétition de la phrase Do You Know Who I Am, d'une voix très douce, sur laquelle la rythmique augmente progressivement. Quelques couplets, répétitifs également, entrecoupent l'ensemble, donnant un aspect lancinant au titre. La chanson se termine sur la répétition de l'un des couplets (« Je n'ai plus de réflexes, ni ressort, ni retake. Toi l'alien, entends ma voix, c'est moi »).

### Rallumer les étoiles

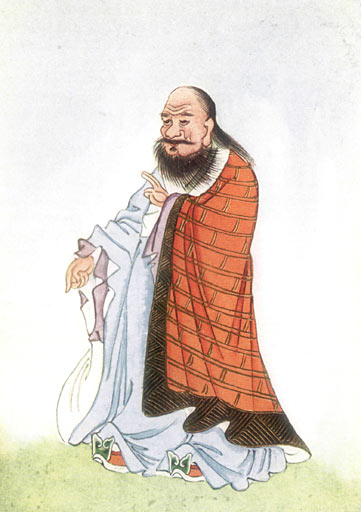
Lao Tseu.

Le rythme s'accélère avec ce titre entraînant composé par Moby. Incitant à l'introspection (« Compter les heures, l'eau est rare, et descendre au plus profond de soi »), les paroles sont plus légères et positives (« Redonner de la vie aux années, Redonner aussi le goût d'aimer », « Et pour mieux tourner la page, nul regret du passé »), tandis que des chœurs assènent dans les refrains « I feel it, I feel Love ».
La chanteuse déclare : « Un proverbe chinois dit : « Il faut rajouter de la vie aux années et non des années à la vie ». C'est un mantra pour se rappeler que seule une vie pleine peut donner du sens au temps qui passe. La vie n'est pas seulement une course contre le temps. Elle est surtout un combat contre sa propre lassitude ».
D'autres références apparaissent dans ce texte, notamment à Guillaume Apollinaire (« Rallumer les étoiles »), Lao Tseu (« Apprendre à écrire ses blessures dans le sable qui murmure »), mais aussi Voltaire, à qui Mylène Farmer emprunte la phrase « Dieu nous fait à son image » (une phrase qu'elle avait déjà empruntée pour le texte de Sans logique).

### Rayon vert

AaRON.

Interprétée en duo avec AaRON, Rayon vert est la seule chanson de l'album dont le texte n'a pas été écrit par Mylène Farmer. Faisant référence au photométéore rare (« Le Couchant qui s'étale », « L'heure divine qui s'installe »), les paroles évoquent des passages du Petit Prince d'Antoine de Saint-Exupéry (« De l'or sur ses cheveux », « Seul sur l'astéroïde ») et prônent l'émancipation (« Déchire ton pull, vas-y, ouvre grand : sur ton torse tu fracasses les idées des parents », « Tout t'appartient, tu es vivant ») et le détachement (« Rien, rien, rien ne nous retient », « Tu sais, les lois, les croix, le poids du ciel : un infini de fourmis, rien d'immortel »).
D'abord enregistré en piano-voix, le titre sera remixé ensuite par le groupe afin d'en proposer une version plus électro.
La chanteuse déclare : « J'ai été très sensible au texte et à la mélodie. C'est une chanson vraiment belle et leur version piano-voix m'a touchée immédiatement. Ils ont par la suite décidé de ré-envisager le titre avec une production différente qui donne une tout autre émotion... Dans l'album, j'ai voulu faire découvrir les deux versions au public. Ma façon à moi de ne pas trahir mes premiers émois ».

### Ode à l'apesanteur
Pour le premier couplet de cette ballade, seul le piano d'Yvan Cassar vient accompagner la voix de Mylène Farmer. Dès le deuxième couplet, plusieurs instruments à cordes viennent s'ajouter pour une orchestration qui reste très douce tout le long de la chanson.
Le texte emploie, comme plusieurs textes de cet album, plusieurs anaphores, notamment « Permettre au ruisseau de naître », « Permettre aux rêves de naître », « Permettre aux désirs de naître », « Permettre à la foi de naître », ou encore « Ode à l'apesanteur, et bien au-dedans la lueur », « Ode à toutes les lèvres, et bien au-dedans les rivières ». La chanteuse fait également un clin d'œil à son titre Ainsi soit je... (« Et ainsi soit mon rêve »).

### Que je devienne…

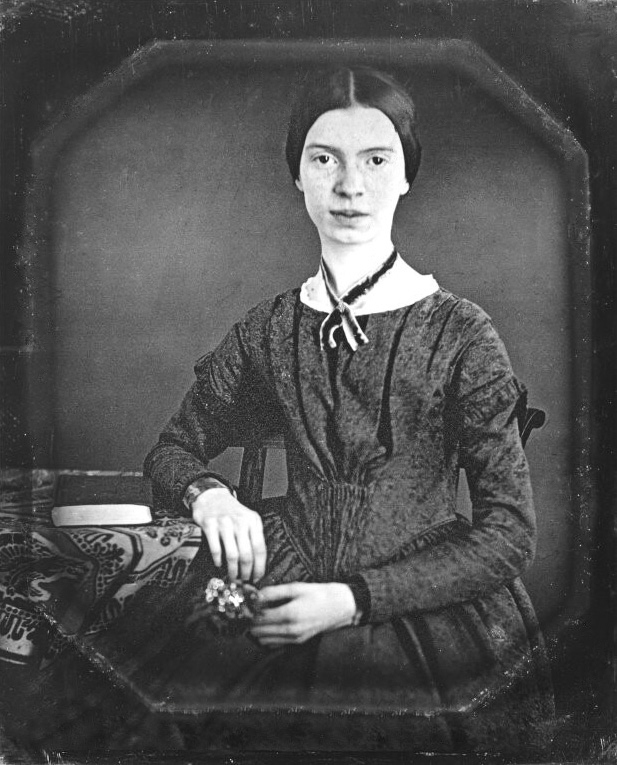
Emily Dickinson.

Introduite par des chœurs lyriques et des sons de cloches, cette chanson, aux envolées liturgiques à la batterie imposante, fait référence au titre Jardin de Vienne, présent sur l'album Ainsi soit je..., sorti en 1988.
S'imaginant entourée de plusieurs poètes qu'elle affectionne (« Dans les jardins de Vienne, un rêve fou : tous les poètes ensemble »), Mylène Farmer glisse des allusions à Charles Baudelaire (« Imagine, là sur mes seins, tes Fleurs du mal », « Par-delà l'éther »), Edgar Allan Poe (« Et plus jamais de "Jamais plus" »), citant même Stefan Zweig et sa lettre d'adieu, ainsi qu'une Emily, celle-ci pouvant correspondre à la fois à Emily Dickinson (« Vêtue de blanc ») et Emily Brontë (« Quand le vent souffle »).
La tournée accompagnant l'album L'Emprise s'intitule Nevermore 2023, faisant référence au poème Le Corbeau d'Edgar Allan Poe évoqué dans cette chanson (poète à qui elle avait déjà dédié une chanson, Allan, en 1988).

### Ne plus renaître

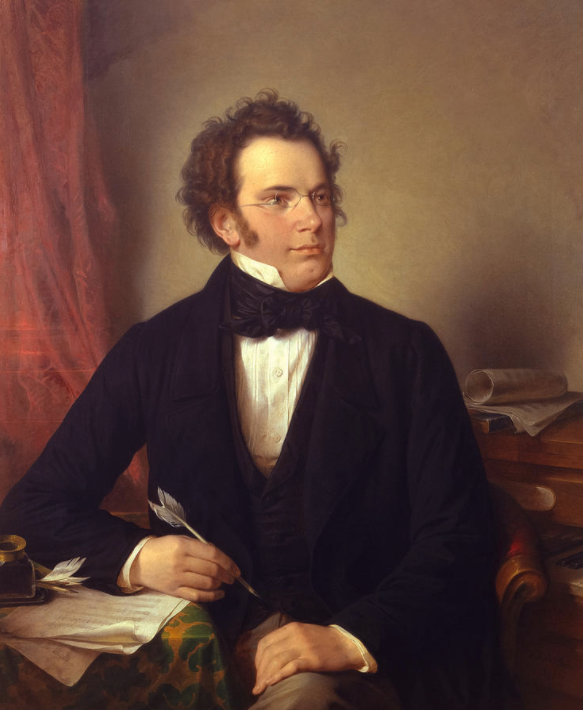
Franz Schubert.

Second morceau de l'album composé par Darius Keeler du groupe Archive, Ne plus renaître est un titre un peu plus rock que les autres, chanté d'une voix plus grave, dans lequel Mylène Farmer évoque « Une étincelle », le point de départ avant « Une renaissance ou délivrance » nécessaire (« Quand tout se répète, prendre allumette. Plus de « Je », mettre le feu et s'autodafer »).
En plein milieu du titre, la musique s'interrompt pour laisser place à une pause dans laquelle on peut entendre la reprise de la chanteuse de l'Ave Maria composée par Franz Schubert en 1825. Cette reprise figurait sur son album Point de suture, sorti en 2008. Mylène Farmer fait également un nouveau clin d'œil à sa chanson Ainsi soit je... (« Ainsi soit, chemin de croix », « Ainsi soit, tout n'est qu'un choix »), mais aussi à Leila, un titre présent sur l'album Bleu noir en 2010 (« Pauvre humanité est en pièces »).

### D'un autre part
Pour la composition de ce titre, Woodkid s'associe à Tanguy Destable et propose une orchestration de cordes aux sonorités orientales. Mylène Farmer écrit un texte décrivant une séparation et les sentiments que celle-ci entraîne, que ce soit les interrogations sur la vie de l'autre (« Ses nuits sont les siennes, je défais les miennes »), la phase de choc (« Tout semble irréel, me cogner à l'âpreté »), la solitude (« Taire un sentiment de solitude, de rejet », « C'est comme être un jouet abandonné ») ou encore la résignation (« Dissonant et frêle, le temps, les gens, l'étendue du néant », « Je viens d'un autre part, n'entre nulle part »).
La phrase « Et chaque lumière projette son ombre » semble faire écho à un passage du livre Au seuil de l'éternité de Xavier Emmanuelli.

### Bouteille à la mer

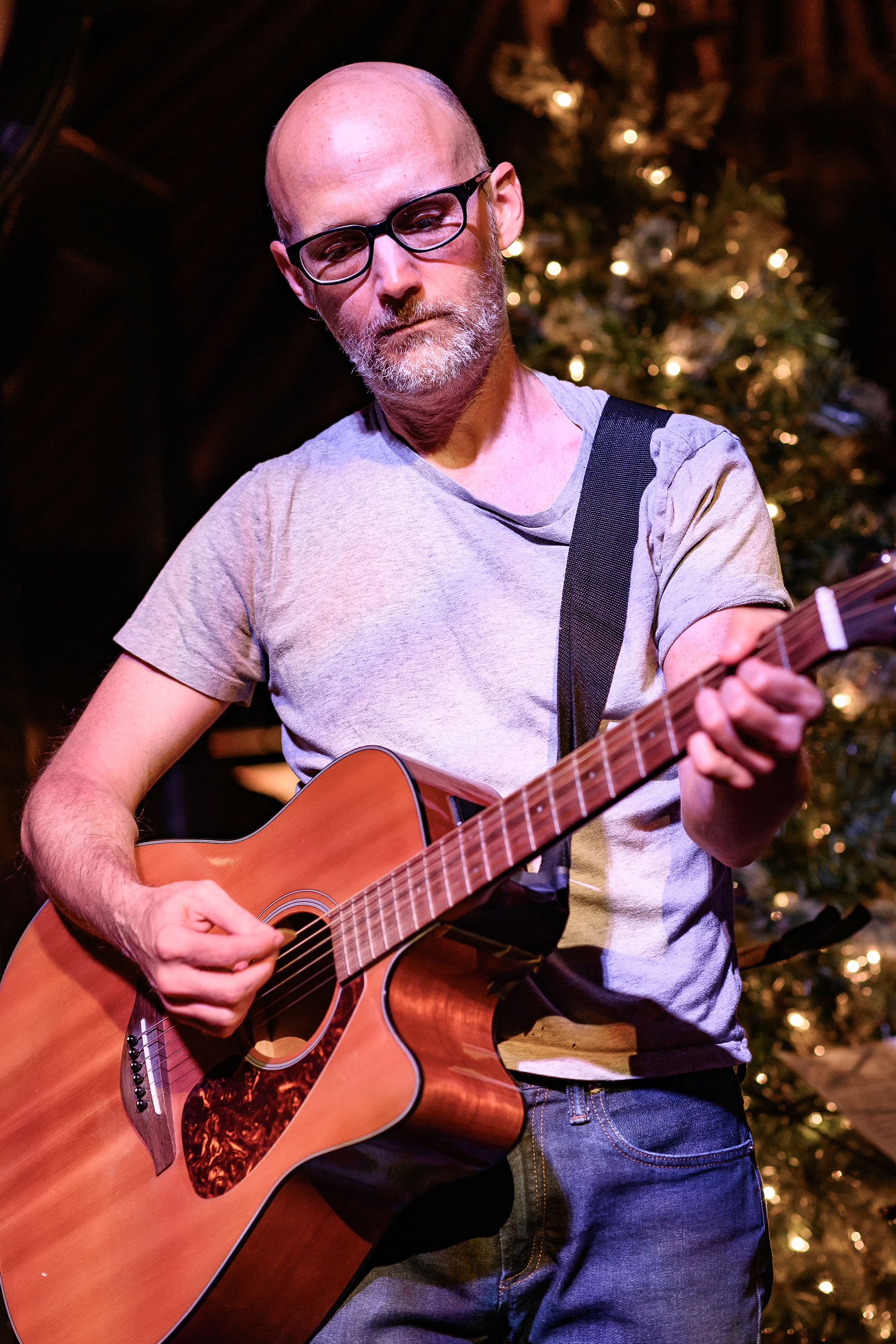
Moby.

Second morceau de l'album composé par Moby, ce titre pop et entraînant évoque un besoin de liberté et une grande soif de vivre, la chanteuse semblant désormais dégagée de toute emprise. Bien que les couplets décrivent un monde qui s'effondre (« Sur la toile, nos corps épinglés, survivants d'un monde emporté », « Le ciel a perdu royaume d'antan », « Voir nos âmes qu'emportent les vents »), cela n'altère en rien son envie de vivre pleinement et renforce même l'idée d'urgence, la chanteuse faisant plusieurs allusions au temps au sein du refrain (« Je n'ai pas le temps de fermer les paupières », « Je n'ai plus de temps à perdre », « Plus le temps, plus le temps... Raviver nos sens. Plus le temps, plus le temps... Vivre intensément »).

## Accueil critique
- « Mylène Farmer n'a pas lésiné sur les moyens. Elle s'est offert les collaborations de Moby, Archive, Aaron et Woodkid. Chacun apporte sa touche sur ce disque mais c'est incontestablement le dernier qui donne la couleur de l'album. Ce dernier lorgne vers la bande-son d'un film avec ses nappes de cordes. Une grande réussite. L'Emprise est un disque introspectif mais qui ose. Une audace payante. Coup de cœur pour Ne plus renaître, Que je devienne... et la version piano-voix d'Invisibles. On en redemande. » (La Dernière Heure)[44]
- « Mylène Farmer frappe là où on ne l'attend pas. Les 14 titres de L'Emprise révèlent une nouvelle image, un son plus symphonique, une voix qui monte plus haut dans les aigus et descend plus bas dans les graves. » (Le Journal du dimanche)[12]
- « Sur ce nouveau disque, on retrouve son exigence et sa soif de nouveauté, tout en gardant une identité singulière, liée en partie à sa plume sombre et mystique, où l'emprise est aussi un fil rouge. La voix est claire et, dès la première chanson, Invisibles, c'est bien elle qui nous accroche et nous emmène [...] Woodkid vient lier ses rythmiques industrielles à la pop symphonique, et donne en grande partie l'identité de ce disque. Une rencontre artistique qu'on n'attendait pas, mais qui "matche" étonnamment bien. Ses orchestrations amples donnent d'ailleurs toute sa place à une voix qui, même plus grave qu'avant, va encore chercher des notes hautes qui font frissonner. Oserait-on dire qu'il s'agit de son meilleur album depuis le culte Innamoramento ? » (La Voix du Nord)[20]
- « On avait aimé Désobéissance, son prédécesseur sorti il y a quatre ans. On adore L'Emprise. On attendait beaucoup de la rencontre de Mylène Farmer avec Woodkid, de l'union de leurs deux puissants univers et de leurs goûts communs pour l'électro, la pop symphonique, le cinéma et la noirceur de l'âme humaine... [...] Et le résultat est à la hauteur de l'attente. Comme Johnny Hallyday, dont elle est plus que jamais l'alter ego féminin en termes de popularité et de longévité, Mylène Farmer réussit à se renouveler en s'entourant de nouvelles personnalités. [...] Sa voix, d'une clarté admirable, surprenante dans certains graves, est un des points forts de L'Emprise. » (Le Parisien)[7]
- « Un filet de voix discret, trop haut sur ce premier titre Invisibles fait craindre le pire. Et pourtant... C'est tout l'inverse qui se produit. La reine du mystère est de retour. Ça s'entend. De l'ambiance quasi religieuse (Ne plus renaître) qui apporte au mystère Farmer, aux sons electropop, L'Emprise coche toutes les cases. Et nous retient des deux mains. » (Nice-Matin)[45]
- « Une proposition sombre et intense, centrée sur le phénomène de l'emprise. [...] La présence de Woodkid, connu pour sa pop grandiloquente, semble évidente. Leur complicité se ressent. Ses grandes orchestrations et arrangements symphoniques portent l'ensemble. Malgré quelques longueurs et un parti pris quelque peu trop mélodramatique, Mylène Farmer prouve qu'elle est encore capable de se renouveler et de rester pertinente. » (La Libre Belgique)[46]
- « L'icône de la chanson française signe un retour intime et réussi, avec l'un de ses meilleurs albums depuis vingt ans. Des cordes qui nous happent dès les premières secondes et déjà, l'emprise est totale. Puis sa voix, haut perchée, quelques secondes plus tard, et ses mots, plus sacrés que jamais. Nous voici embarqués dans un voyage symphonique, dans le chœur d'une cathédrale gothique [...] Ce qui distingue L'Emprise des précédents albums de l'icône de la chanteuse française, c'est la cohérence, l'harmonie de cet album. » (Sud Ouest)[11]
- « Épaulée par Woodkid, Moby ou Archive, la chanteuse redonne de l'ampleur à sa pop, entre puissance synthétique et tonalités plus éthérées. » (Télérama)[47]
- « Les cordes sont dramatiques, cinématographiques même, ricochant sur des beats électro. [...] L'ensemble est bien produit, mais la complainte est monotone, loin des hauts et des bas des relations toxiques – justement. Surtout, il manque à l'ensemble un hymne irrésistible, à fredonner des jours entiers, tels les tubes d'antan. » (Le Point)[25]
- « L'Emprise est certainement l'un des albums les plus homogènes de Mylène Farmer. L'œuvre développe un lyrisme mélancolique constant, qui nous berce et nous enveloppe autant qu'il nous élève ou nous redresse. [...] Musicalement, s'il s’agit de très loin du plus transcendant des derniers albums de la chanteuse, c’est bien parce qu'il renoue également avec la grandeur, pour ne pas dire la grandiloquence. On pourrait dire que l'on retrouve par endroits l'incroyable noirceur gothique des débuts de Mylène Farmer, qui émerge par-delà de la modernité des sons. » (Ouest-France)[28]

## Singles
Quatre chansons ont bénéficié d'une sortie physique en single : À tout jamais, Rayon vert (en duo avec AaRON), Rallumer les étoiles et L'Emprise.

### À tout jamais
Disponible en téléchargement et en streaming à partir du 26 août 2022, le single À tout jamais, composé par Woodkid, sort le 30 septembre 2022 en Maxi CD et en Maxi 45 tours.
Le clip, réalisé par Tobias Gremmler au studio 4Dviews à Grenoble, utilise le principe de la vidéo volumétrique, une technologie rare consistant à capturer un sujet sous tous ses angles à l'aide d'une cinquantaine de caméras qui permettent de filmer en 3D. Dans cette vidéo, la chanteuse, qui apparaît tel l'avatar présent sur la pochette de l'album L'Emprise, semble se débattre contre ses démons intérieurs.
La chanson se classe n°1 des ventes et atteint le Top 10 du Top Mégafusion (classement incluant les ventes et le streaming).

### Rayon vert
Le deuxième single, Rayon vert en duo avec AaRON, sort le 4 novembre 2022 en digital et en streaming. Des supports physiques (Maxi CD et en Maxi 45 tours) paraissent le 24 février 2023.
Le clip, réalisé par François Hanss, présente la chanteuse et les membres d'AaRON à bord d'un vaisseau spatial. De multiples références se glissent dans ce clip, notamment aux films Melancholia de Lars von Trier et Premier Contact de Denis Villeneuve, au tableau La Création d'Adam de Michel-Ange ou encore au personnage de manga Albator.
Le même clip sera également proposé avec la version piano-voix.

### Rallumer les étoiles
Disponible en digital le 13 janvier 2023 dans une version raccourcie, le single Rallumer les étoiles, composé par Moby, paraît en Maxi CD et en Maxi 45 tours le 31 mars 2023.
Le clip est réalisé par Mélanie Laurent, que Mylène Farmer avait rencontrée lors du Festival de Cannes 2021, où elles était jurées. La vidéo présente la chanteuse dans une grande demeure, revisitant plusieurs éléments de son passé.

### L'Emprise
Au mois de mars 2023, la chanson L'Emprise est choisie pour illustrer le générique de fin de la version française du film Donjons et Dragons : L'Honneur des voleurs. Un clip est également tourné, mêlant des images d'extraits du film et de Mylène Farmer en costume noir et blanc derrière un pied de micro.
Le 23 mai 2023, la chanson est envoyée aux radios dans une version légèrement raccourcie. Des supports physiques (Maxi CD et Maxi 45 tours) sont annoncés pour le 30 juin 2023.

## Classements et certifications
Dès sa sortie, et malgré une promotion quasi-inexistante de la part de la chanteuse, l'album se classe directement n°1 des ventes en France, s'écoulant à plus de 72 000 exemplaires en une semaine.
Certifié disque d'or en France en quelques jours, il devient double disque de platine. Il se classe également n°1 des ventes en Belgique et en Suisse.
| Classement                        | Meilleure position |
| --------------------------------- | ------------------ |
| Allemagne (Download Charts Album) | 25                 |
| Belgique (Flandres Ultratop)      | 47                 |
| Belgique (Wallonie Ultratop)      | 1                  |
| France (SNEP - Ventes)            | 1                  |
| France (SNEP - Top Mégafusion)    | 1                  |
| Royaume-Uni (UK Downloads Charts) | 42                 |
| Suisse (Schweizer Hitparade)      | 1                  |
| Suisse (Suisse romande)           | 1                  |
| Monde (IFPI)                      | 7                  |

| Classement annuel (2022)     | Position |
| ---------------------------- | -------- |
| Belgique (Ultratop Wallonie) | 19       |
| France (SNEP - Ventes)       | 3        |
| France (SNEP - Mégafusion)   | 11       |
| Suisse (Schweizer Hitparade) | 68       |

### Certifications
| Pays          | Certification |
| ------------- | ------------- |
| France (SNEP) | 2 × Platine   |

## Crédits
| - Paroles : Mylène Farmer, sauf : - Rayon vert : AaRON - Musique : Woodkid, sauf : - D'un autre part : Woodkid et Tanguy Destable - Rallumer les étoiles : Moby - Bouteille à la mer : Moby, Dimitri Ehrlich, Armen Paul et Pete Gordeno - Do you know who I am et Ne plus renaître : Darius Keeler - Rayon vert : AaRON - Produit par Stuffed Monkey - Formation orchestrale constituée par Thibault Mortegoute - Direction de l'orchestre : Sally Herbert - Violon solo : Doriane Gable - Chef attaque : David Braccini - Alto : Béatrice Muttelet - Violoncelles : Eric Maria Couturier et Raphaël Perraud - Invisibles, À tout jamais, Que l'aube est belle, L'Emprise, Ode à l'apesanteur, Que je devienne... et D'un autre part : - Réalisation artistique : Woodkid - Réalisation additionnelle : Tanguy Destable - Arrangements cordes : Woodkid et Sally Herbert - Piano sur Invisibles (piano-voix) et Ode à l'apesanteur : Yvan Cassar - Rallumer les étoiles et Bouteille à la mer : - Réalisation artistique : Moby - Keyboards additionnels sur Bouteille à la mer : Philip Larsen - Rayon vert : - Réalisation artistique, piano et batterie électronique : AaRON | - Do you know who I am et Ne plus renaître : - Réalisation artistique : Archive et Jérôme Devoise - Claviers, sound effects & programmations : Darius Keeler et Danny Griffiths - Basse : Jonathan Noyce - Guitares : Dave Pen - Batteries : Smiley Barnard - Piano : Graham Preskett - Backing vocal : Pollard Berrier - Enregistrements et mixages : Jérôme Devoise, assisté de Pierre-Charles Biguet et Aurélien Thoumire, sauf : - Bouteille à la mer : Philip Larsen - Rayon vert (piano-voix) : AaRON - Enregistré au Studio Guillaume Tell (Paris) - Enregistrements additionnels : Studios RAK (Londres) - Mastering : Mike Marsh - The Exchange M. Marsh Mastering - Éditions : Stuffed Monkey, Seize Zéro Trois, Big Life Music, Richard Hall Music Inc., Junzi Arts Publishing & Management, The Blue Hour, Kid74, Grand Edition Management, Phased Differently, Reverb, Reservoir - Visuels : Woodkid - Captures & Modeling 3D : Scan Engine - Graphisme : Rægular - Calligraphie logo : Robin Pitchon - Management : Thierry Suc pour TS3 - Production exécutive : Paul Van Parys pour Stuffed Monkey - Label Services : Pascal Nègre et son équipe pour #NP - Coordination digital : Nicolas Djelassi - Administration : Corinne Potier - Assistant de production : Philippe Bascugnana |